# یواس‌اس فیتزجرالد (دی‌دی‌جی-۶۲)
یواس‌اس فیتزجرالد (دی‌دی‌جی-۶۲) (به انگلیسی: USS Fitzgerald (DDG-62)) یک کشتی است که طول آن ۵۰۵ فوت (۱۵۴ متر) می‌باشد. این کشتی در سال ۱۹۹۴ ساخته شد.